# Paul Lambert (football, 1969)
Pour les articles homonymes, voir Paul Lambert et Lambert.
Paul Lambert, né le 7 août 1969 à Paisley (Écosse), est un footballeur écossais, qui évoluait au poste de milieu de terrain au Celtic Glasgow et en équipe d'Écosse. Il est entraîneur sans club.
Paul Lambert a marqué un but lors de ses quarante sélections avec l'équipe d'Écosse entre 1995 et 2003. Il fait partie du Scottish Football Hall of Fame, depuis 2009, lors de la sixième session d'intronisation.

## Carrière

### Comme joueur
- 1985-1993 : St Mirren  Écosse
- 1993-1996 : Motherwell  Écosse
- 1996-1997 : Borussia Dortmund  Allemagne
- 1997-2005 : Celtic  Écosse
- 2005-2006 : Livingston FC  Écosse

### Comme entraîneur
Le 18 août 2009, Lambert est nommé manager général de Norwich City, un club de League One et, deux saisons plus tard, envoie l'équipe en Premier League à la faveur de deux montées successives. L'équipe fait une saison au-dessus des attentes, terminant le championnat à la 12e place. Malgré le désir du club de garder son entraîneur, il démissionne le 31 mai 2012, motivé par un nouveau challenge.
Il s'engage alors pour son ancien club Aston Villa trois jours plus tard. Lors de la saison 2014-15, après une série de 10 matchs sans victoires en championnat dont 6 consécutifs sans inscrire le moindre but, il est limogé.
En novembre 2015, il est nommé entraineur de Blackburn.
Le 30 mai 2017, Wolverhampton se sépare de son technicien écossais.
Le 27 octobre 2018, il est nommé à la tête d'Ipswich Town.

## Palmarès

### En équipe nationale
- 40 sélections et 1 but avec l'équipe d'Écosse entre 1995 et 2003.

### Avec Saint Mirren
- Vainqueur de la Coupe d'Écosse en 1987.

### Avec le Borussia Dortmund
- Vainqueur de la Ligue des champions en 1997.

### Avec le Celtic
- Vainqueur du Champion d'Écosse en 1998, 2001, 2002 et 2004.
- Vainqueur de la Coupe d'Écosse en 2001, 2004 et 2005.
- Vainqueur de la Coupe de la Ligue en 1998, 2000 et 2001.

### Avec Norwich City
- Vainqueur de la League One en 2010.
- Vice-champion de Championship en 2011.